# Sicard d'Ambres de Lautrec
Pour les articles homonymes, voir Sicard de Lautrec.
Sicard d'Ambres de Lautrec (? - 1383) est un prélat catholique français. Fils du vicomte Amalric III de Lautrec et de Marguerite de Périgord (fille d'Hélie IX de Périgord), il est membre de la famille de Lautrec.
Il est nommé évêque d'Agde en 1354, et par la même occasion, il obtient le titre de comte d'Agde. En 1371, il est transféré au diocèse de Béziers, pour en devenir l'évêque. Il meurt le 22 juillet 1383 à Béziers.